# Гірка перемога
«Гірка перемога» (англ. Bitter Victory) — французько-американська військова драма 1957 року.

## Сюжет
У Північній Африці під час Другої світової війни, майору Девіду Бренду доручено очолити британський коммандос для того щоб захопити документи з німецького штабу. Його помічником призначений капітан Джиммі Лейт, який вільно говорить арабською і добре знає Бенгазі. Бренд також дізнається, що Лейт і його дружина Джейн до війни були коханцями. Це створює напруженість у відносинах між ними і Бренд намагається добитися загибелі Лейта.

## У ролях
| Актор            | Роль                   |
| ---------------- | ---------------------- |
| Річард Бартон    | капітан Лейт           |
| Курд Юргенс      | майор Бренд            |
| Рут Роман        | Джейн Бренд            |
| Раймон Пеллегрен | Мекрейн                |
| Ентоні Бушелл    | генерал Патерсон       |
| Альфред Берк     | підполковник Калландер |
| Шон Келлі        | лейтенант Бартон       |
| Рамон де Ларроша | лейтенант Сандерс      |
| Крістофер Лі     | сержант Барні          |
| Ронан О'Кейсі    | сержант Данніган       |
| Фред Меттер      | полковник Лютз         |
| Рауль Делфоз     | лейтенант Кассель      |
| Ендрю Кроуфорд   | рядовий Робертс        |
| Найджел Грін     | рядовий Вілкінс        |
| Гаррі Лендіс     | рядовий Браунінг       |
| Крістіан Мельсет | рядовий Еббот          |
| Самнер Вільямс   | рядовий Андерсон       |
| Жое Давре        | рядовий Спайсер        |